# Qision
Qision (en hebreo: קַצִיּוֹן‎, también escrito Qazion y Qatsion) fue un antiguo asentamiento en la Alta Galilea, ahora un sitio arqueológico en el norte de Israel, que presenta las ruinas del asentamiento, incluido un edificio público, posiblemente una antigua sinagoga, junto con una inscripción dedicada al emperador romano Septimio Severo y su familia por encargo de la comunidad judía local.
El sitio se conoce como Ḥorvat Qazyon (en hebreo: חורבת קציון‎), y en árabe como Jirbet Qasyun o Jirbet Keisun.

## Ubicación

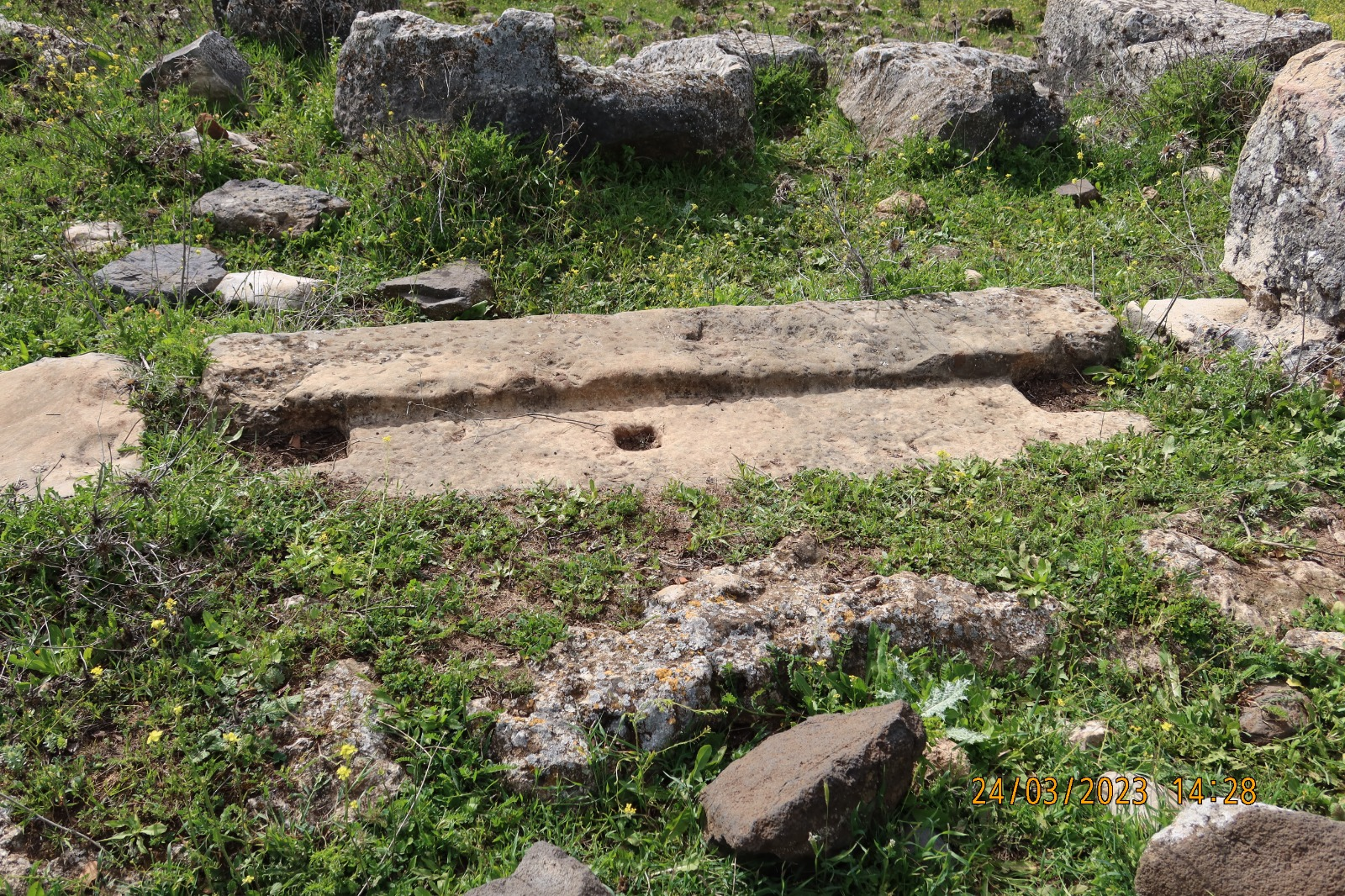
Un umbral en Qision.

El sitio está ubicado en la Alta Galilea, aproximadamente a 9 km al noreste de Safed y 1 km al norte de Meroth, un pueblo judío que data de los períodos tardorromano y bizantino. La colina está cubierta de grandes árboles e Pistacia atlantica.
Las ruinas y el arroyo Qision están situados dentro del área del arroyo Dishon, lo que constituye una zona de incendio. Como tal, el acceso al sitio requiere coordinación previa con las autoridades militares.

## Historia
Mencionado dos veces en la literatura rabínica, particularmente en el Talmud de Jerusalén, Qision aparece en el nombre del rabino Yohanan de Kasion (en hebreo: רִבִּי יוֹחָנָן דְּקַצִיּוֹן‎), en otros lugares como Karṣion (en hebreo: רִבִּי יוֹחָנָן דְּקַרְצִיוֹן‎), un sabio del siglo III. Estos pasajes sugieren fuertemente la presencia de una comunidad judía en el sitio durante los siglos II y III d. C. Esto se ve respaldado por estudios realizados en el sitio, que revelaron un período primario de ocupación durante los mismos siglos.
Durante el reinado de la dinastía romana Severa, Qision fue parte de la provincia siria fenicia.
El sitio experimentó otro período de ocupación durante la era mameluca, particularmente en los siglos XIII y XIV, cuando posiblemente fue ocupado por un grupo musulmán.
Las ruinas de Qision fueron descubiertas por primera vez en 1860 por Ernest Renan. El término árabe Khirbet Keisun, registrado en el Estudio PEF de Palestina, conserva el nombre antiguo.

## Arqueología

### Estructura monumental y complejo
El descubrimiento de un complejo distintivo de estructuras en Qision, que comprende un edificio monumental de gran tamaño y una estructura occidental, sin paralelo en otros lugares, junto con una inscripción en honor al emperador romano (véase más abajo), ha provocado un importante debate académico sobre su función prevista. Las opiniones se dividen entre dos interpretaciones: una sinagoga judía o un templo romano sirofenicio.
Ernest Renan, que descubrió el sitio en 1860, y Victor Guérin, que hizo referencia a él en su libro de 1880, identificaron la estructura como una sinagoga. Sin embargo, los exploradores del Fondo para la Exploración de Palestina (PEF) Conder y Kitchener, tras su visita en 1877, propusieron identificarlo con un templo romano, que data del mismo período que el Templo de Kedesh.
En el siglo XX, EWG Masterman, en su escrito de 1909, identificó el sitio como una sinagoga. Por el contrario, en un estudio de 1916, E. Kohl y C. Watzinger lo clasificaron como un templo, estableciendo paralelos con Kedesh y otros templos romanos de la región. En 1987, tras un estudio, A. Bar Oz y Zvi Ilan concluyeron que se trataba de un edificio público con características paganas.
En un esfuerzo por resolver esta disputa, Rachel Hachlili y Ann E. Killebrew llevaron a cabo tres temporadas de estudios en el sitio en 1992 y 1997. A pesar de su consenso de que no era una sinagoga, llegaron a conclusiones diferentes.
Killebrew propuso que la estructura podría haber funcionado como parte de un complejo de culto para ceremonias o festivales, construido por judíos locales para honrar a la familia imperial de Septimio Severo.
Hachlili interpretó el sitio como un complejo que sirvió como centro comunitario y religioso para las familias sacerdotales que se trasladaron a Galilea después de las guerras judeo-romanas, junto con las comunidades judías locales, sirviendo como un espacio para la realización y preservación de los rituales sacerdotales. Según su análisis, las características arquitectónicas y la presencia de piscinas de purificación ritual y un altar de incienso sugieren su papel en el mantenimiento de las prácticas religiosas judías tras la destrucción del Templo. Esto incluye facilitar rituales como la quema de incienso y la ceremonia de libación de agua que se observa en el templo durante Sucot.
Junto al muro norte de la estructura monumental hay un dintel roto decorado adornado con ramas de vid que sostienen racimos de uvas, junto con hojas de Acanthus syriacus.

### Inscripción dedicada a la familia de Septimio Severo
Se encontró una inscripción en griego en Qision, que data de 195/6 CE. Descubierto cerca de un edificio antiguo en 1860 por Ernest Renan, fue redescubierto en 1984. Esta inscripción, originalmente parte de un dintel, está dedicada a la salvación de Septimio Severo y su familia.
A la inscripción le falta una sección en la esquina derecha. En el lado izquierdo, una corona con hojas estilizadas terminadas en una cinta atada con un nudo 'Hércules' presenta el nombre de Julia Domna. Falta una corona similar en el lado derecho.
La inscripción fue dedicada por la comunidad judía local, como se indica en su texto «de acuerdo con el voto de los judíos» (en griego antiguo: [ἐξ] | εὐχῆς Ἰουδαίων). Los aldeanos judíos de Qision intentaron mostrar su lealtad a la familia imperial, reflejando las prácticas de otras comunidades de la provincia de Siria.

### Prensa de aceite de oliva y cuevas funerarias
Al oeste de la estructura pública se encuentran los restos de una prensa de aceite de oliva, lo que sugiere que los habitantes locales se ganaban la vida cultivando olivos y produciendo aceite de oliva. En la ladera sur de las ruinas se encuentran varias cuevas funerarias.